# Rather Be
«Rather Be» —en español: «Prefiero Estar»— es una canción realizada por el grupo británico Clean Bandit con la colaboración de la cantante Jess Glynne. Fue lanzada el 17 de enero de 2014 como el cuarto sencillo desprendido del álbum debut de Clean Bandit New Eyes. La canción está compuesta por el tecladista de la banda Jack Patterson, Nicole Marshall y coescrito junto a Jimmy Napes, quien habitualmente colabora con Disclosure. Mientras que la producción estuvo a cargo de Patterson y de la chelista de la banda Grace Chatto.
Lideró la lista de sencillos del Reino Unido durante cuatro semanas consecutivas, llevando vendido hasta el momento más de un millón de copías convirtiéndose en el segundo sencillo más vendido del año 2014, y a su vez es el más vendido en enero desde «Spaceman» de Babylon Zoo, quién alcanzara el número uno en 1996.
Además logró encabezar las listas de varios países europeos tales como Alemania, Austria, Irlanda, Países Bajos y los países escandinavos.
"Rather Be" ganó el Premio Grammy a la Mejor Grabación Dance.
Esta pareció en el videojuego Pro Evolution Soccer 2016. Y más recientemente en el videojuego de baile Just Dance 2023 Edition 

## Video musical
El video musical fue producido y dirigido por los propios integrantes de la banda y cuenta con la aparición de la actriz japonesa Haruka Abe como protagonista interpretando a una fanática de la banda. La miembros de la banda dieron su impresión acerca del video:

El vídeo trata de una admiradora japonesa de la banda que ve alucinaciones de los miembros de la banda y de nuestro logotipo en su quehacer diario como chef. Rodar en Tokio fue una experiencia increíble: estuvimos casi una semana allí y la gente fue de lo más amable. Fuimos nosotros mismos, como siempre, lo cual daba un poco de miedo pues nunca habíamos producido nada tan lejos con anterioridad. Tuvimos bastantes problemas con la escena del tren. Al parecer es de una mala educación increíble hacer ruido en un tren así que, cuando empezamos a bailar en el vagón con los extras al ritmo del tema, ¡No estuvo bueno ese momento!  Nos llamaron la atención.

## Versiones
- En abril de 2014, la banda británica The 1975 realizó su versión para el segmento Live Lounge de BBC Radio 1.
- La cantante y actriz argentina Angela Torres la interpretó en el programa de casting conducido por Marley, Tu Cara Me Suena en el año 2014.

## Lista de canciones
| Descarga digital |                                     |          |  |
| N.º              | Título                              | Duración |  |
| 1.               | «Rather Be» (featuring Jess Glynne) | 3:49     |  |

| Descarga digital — remixes |                                   |          |  |
| N.º                        | Título                            | Duración |  |
| 1.                         | «Rather Be» (The Magician Remix)  |          |  |
| 2.                         | «Rather Be» (All About She Remix) |          |  |
| 3.                         | «Rather Be» (Walter Ego Remix)    |          |  |
| 4.                         | «Rather Be» (Affelaye Remix)      |          |  |

| Descarga digital — remixes (Pt. 2) |                                                          |          |  |
| N.º                                | Título                                                   | Duración |  |
| 1.                                 | «Rather Be» (con Jess Glynne) (Cash Cash x Valley remix) | 4:52     |  |
| 2.                                 | «Rather Be» (con Jess Glynne) (OVERWERK remix)           | 6:16     |  |
| 3.                                 | «Rather Be» (con Jess Glynne) (JackLNDN remix)           | 5:07     |  |
| 4.                                 | «Rather Be» (con Jess Glynne) (Lash remix)               | 5:26     |  |

## Posicionamiento en listas y certificaciones
| Lista (2013-14)                         | Mejor posición |
| --------------------------------------- | -------------- |
| Argentina (Argentina Hot 100)           | 1              |
| Australia (ARIA)                        | 2              |
| Austria (Ö3 Austria Top 40)             | 1              |
| Bélgica (Flandes) (Ultratop 50)         | 2              |
| Bélgica (Valonia) (Ultratop 50)         | 3              |
| Brasil (Billboard Brasil Hot 100)       | 12             |
| Canadá (Hot 100)                        | 13             |
| Croacia (Airplay Radio Chart)           | 1              |
| Dinamarca (Tracklisten)                 | 5              |
| Escocia (Scottish Singles Top 40)       | 1              |
| Eslovaquia (Radio Top 100 Chart)        | 2              |
| España (Top 100 Canciones)              | 5              |
| Estados Unidos (Billboard Hot 100)      | 10             |
| Estados Unidos (Pop Songs)              | 6              |
| Estados Unidos (Hot Dance Club Songs)   | 24             |
| Estados Unidos (Dance/Electronic Songs) | 2              |
| Estados Unidos (Adult Pop Songs)        | 13             |
| Estados Unidos (Adult Contemporary)     | 30             |
| Euro Digital Songs                      | 1              |
| Finlandia (OFC)                         | 1              |
| Francia (SNEP)                          | 2              |
| Hungría (Single Top 20)                 | 2              |
| Irlanda (IRMA)                          | 1              |
| Israel (Media Forest)                   | 1              |
| Italia (FIMI)                           | 2              |
| Japón (Japan Hot 100)                   | 44             |
| México (Billboard Inglés Airplay)       | 3              |
| México (Monitor Latino - Anglo)         | 19             |
| Nueva Zelanda (Recorded Music NZ)       | 2              |
| Noruega (VG-lista)                      | 1              |
| Países Bajos (Dutch Top 40)             | 1              |
| Polonia (Polish Airplay Top 100)        | 1              |
| Portugal (Portugal Digital Songs)       | 4              |
| Reino Unido (UK Singles Chart)          | 1              |
| Reino Unido (UK Dance Chart)            | 1              |
| República Checa (Radio Top 100 Chart)   | 1              |
| Suecia (Sverigetopplistan)              | 1              |
| Suiza (Schweizer Hitparade)             | 2              |

| País           | Lista (2014)                | Posición |
| -------------- | --------------------------- | -------- |
| Alemania       | Media Control Charts        | 7        |
| Australia      | ARIA Singles Chart          | 14       |
| Austria        | Austrian Singles Chart      | 13       |
| Bélgica        | Ultratop flamenca           | 6        |
| Bélgica        | Ultratop valona             | 7        |
| Canadá         | Canadian Hot 100            | 47       |
| Dinamarca      | Tracklisten                 | 8        |
| España         | PROMUSICAE                  | 18       |
| Estados Unidos | Billboard Hot 100           | 41       |
| Estados Unidos | Dance/Electronic Songs      | 4        |
| Estados Unidos | Pop Songs                   | 29       |
| Estados Unidos | Adult Pop Songs             | 47       |
| Francia        | SNEP Charts                 | 11       |
| Irlanda        | Irish Singles Chart         | 5        |
| Israel         | Media Forest                | 2        |
| Nueva Zelanda  | Recorded Music NZ           | 19       |
| Países Bajos   | Nederlandse Top 40          | 1        |
| Reino Unido    | The Official Charts Company | 2        |
| Suecia         | Sverigetopplistan           | 4        |
| Suiza          | Schweizer Hitparade         | 7        |

### Certificaciones
| País           | Organismo certificador | Certificación | Simbolización | Ventas    | Ref.   |
| -------------- | ---------------------- | ------------- | ------------- | --------- | ------ |
| Alemania       | BVMI                   | Platino       | ▲             | 400 000   | [ 71 ] |
| Australia      | ARIA                   | 4× Platino    | 4▲            | 280 000   | [ 72 ] |
| Austria        | IFPI Austria           | Oro           | ●             | 15 000    | [ 73 ] |
| Bélgica        | BEA                    | Platino       | ▲             | 30 000    | [ 74 ] |
| Canadá         | Music Canada           | 2× Platino    | 2▲            | 160 000   | [ 75 ] |
| Estados Unidos | RIAA                   | 3× Platino    | 3▲            | 3 227 000 | [ 76 ] |
| Italia         | FIMI                   | 4× Platino    | 4▲            | 120 000   | [ 77 ] |
| México         | AMPROFON               | Oro           | ●             | 30 000    | [ 78 ] |
| Nueva Zelanda  | RMNZ                   | Platino       | ▲             | 15 000    | [ 79 ] |
| Reino Unido    | BPI                    | 2× Platino    | 2▲            | 1 200 000 | [ 80 ] |
| Suecia         | IFPI Suecia            | 2× Platino    | 2▲            | 80 000    | [ 81 ] |
| Suiza          | IFPI Suiza             | Platino       | ▲             | 30 000    | [ 82 ] |

### Sucesión en listas
| Anterior: «Happy» de Pharrell Williams                                              | UK Singles Chart — Sencillo Nro 1 26 de enero de 2014 — 22 de febrero de 2014                              | Siguiente: «Money on My Mind» de Sam Smith                        |
| Anterior: «Dark Horse» de Katy Perry                                                | Dutch Top 40 — Sencillo Nro 1 8 de marzo de 2014 — 23 de mayo de 2014                                      | Siguiente: «Summer» de Calvin Harris                              |
| Anterior: «Huominen on huomenna» de JVG con Anna Abreu «Selfie» de The Chainsmokers | The Official Finnish Charts — Sencillo Nro 1 11.ª semana de 2014 — 13.ª semana de 2014 15.ª semana de 2014 | Siguiente: «Selfie» de The Chainsmokers «Summer» de Calvin Harris |
| Anterior: «Busy Doin' Nothin'» de Ace Wilder                                        | Sverigetopplistan — Sencillo Nro 1 4 de abril de 2014 — 10 de abril de 2014                                | Siguiente: «Waves (Robin Schulz Remix)» de Mr. Probz              |
| Anterior: «Waves (Robin Schulz Remix)» de Mr. Probz                                 | Media Control AG — Sencillo Nro 1 11 de abril de 2014 — 8 de mayo de 2014                                  | Siguiente: «Auf uns» de Andreas Bourani                           |
| Anterior: «Waves (Robin Schulz Remix)» de Mr. Probz                                 | Ö3 Austria Top 40 — Sencillo Nro 1 18 de abril de 2014 — 1 de mayo de 2014                                 | Siguiente: «Budapest» de George Ezra                              |